# Rio Passa Dois
O rio Passa Dois é um curso de água do estado do Paraná.